# Подшентюр
Подшентюр (словен. Podšentjur) — поселення в общині Літія, Осреднєсловенський регіон, Словенія. Висота над рівнем моря: 249,8 м.